# Russische presidentsverkiezingen 2000
De Russische presidentsverkiezingen van 2000 vonden plaats op 26 maart 2000.
Vladimir Poetin, die Boris Jeltsin had opgevolgd als interim-president na diens aftreden op 31 december 1999, deed mee en werd winnaar van deze verkiezingen. Zijn aantreden maakte een einde aan de macht van veel Russische oligarchen die onder Jeltsin een grote macht hadden opgebouwd. Op de achtergrond van de verkiezingen speelden onder andere de Tweede Tsjetsjeense Oorlog, waarmee Poetin veel steun verwierf onder de bevolking en de invloed van de media. Hij voerde nauwelijks campagne, maar wist communist Zjoeganov toch ruim te verslaan. De grootste populariteit verwierf hij doordat hij na de bomaanslagen op Russische flatgebouwen in 1999, de Tsjetsjenen hiervan de schuld gaf en daarop Tsjetsjenië opnieuw binnenviel. Door veel deskundigen wordt echter sterk betwijfeld of de bomaanslagen werkelijk door Tsjetsjenen gepleegd werden en vermoeden dat het een verkiezingsstunt was.

## Stemtabel
| Kandidaat                                             | Nominerende partij                               | Stemmen     | %     |
| ----------------------------------------------------- | ------------------------------------------------ | ----------- | ----- |
| Vladimir Poetin                                       |                                                  | 39.740.467  | 52,94 |
| Genadi Zjoeganov                                      | Communistische Partij van de Russische Federatie | 21.928.468  | 29,21 |
| Grigori Javlinski                                     | Jabloko                                          | 4.351.450   | 5,80  |
| Aman-Geldi Toelejev                                   |                                                  | 2.217.364   | 2,95  |
| Vladimir Zjirinovski                                  | Liberale Democratische Partij van Rusland        | 2.026.509   | 2,70  |
| Konstantin Titov                                      |                                                  | 1.107.269   | 1,47  |
| Ella Pamfilova                                        | Beweging "Voor Burgerlijke Waardigheid"          | 758.967     | 1,01  |
| Anderen *                                             |                                                  | 842.587     | 1,12  |
| Tegen allemaal                                        | Tegen allemaal                                   | 1.414.673   | 1,88  |
| Registraties en stemmingsverloop                      |                                                  |             |       |
| Geregistreerde kiezers                                | Geregistreerde kiezers                           | 109.372.043 |       |
| Totaal aantal stemmen                                 | Totaal aantal stemmen                            | 75.070.770  | 68,6  |
| → Ongeldige stemmen                                   | → Ongeldige stemmen                              | 701.016     | 0,6   |
| → Geldige stemmen                                     | → Geldige stemmen                                | 74.369.754  | 99,06 |
| * Kandidaten met minder dan 1% zijn niet weergegeven. |                                                  |             |       |